# Солёненский сельский совет (Вольнянский район)
Солёненский сельский совет (укр. Солоненська сільська рада) — входит в состав
Вольнянского района
Запорожской области
Украины.
Административный центр сельского совета находится в 
с. Солёное.

## История
- 1928 — дата образования.

## Населённые пункты совета
- с. Солёное